# Захир аль-Умар аз-Зейдани
Захир (Дагир), полное имя — Захир аль-Умар аз-Зейдани (араб. ظاهر العمر الزيداني‎, ок. 1690 — 21 августа 1775) правитель Галилеи в Палестине с 1750 года. Происходил из арабского племени зейдан.

## Биография
Захир родился в деревне Аррабе аль-Баттуф в центральной Галилее. Дата его рождения неизвестна.
Первоначально владел городом Цфат в Верхней Галилее. В 1750 году завладел прибрежным городом Акко, перестроил его крепость и сделал Акко центром своих владений. Создал собственное наёмное войско и флот. В 1758 году приказал снести рыбацкую деревню Хайфа и построить на её месте портовый город. Покровительствовал развитию ремёсел и торговли, способствовал заселению Акко и обработке пустующих земель.
После начала русско-турецкой войны 1768—1774 годов заключил союз с египетским правителем Али-беем аль-Кабиром и восстал против турок. В 1771 году овладел Дамаском и Сайдой. В 1772 году при поддержке русской эскадры одержал победу над турками, осадившими Сайду.
К началу 1773 года владения Захира простирались от Сайды до Яффы, включая побережье Средиземного моря, Верхнюю и Нижнюю Галилею.
После гибели Али-бея Дагир был покинут большинством соратников. В 1775 году потерпел поражение от турок и египетских мамлюков. Осаждён в Акко. Погиб во время осады.